# پناهگاه حیات وحش چوکام
پناهگاه حیات وحش چوکام یک پناهگاه حیات وحش با مساحت ۴۴۶ هکتار است که در استان گیلان در ایران قرار دارد. این پناهگاه حیات وحش طبق مصوبهٔ شمارهٔ ۶۱۱ در تاریخ ۹۷/۰۵/۰۱ در فهرست مناطق تحت حفاظت سازمان محیط زیست ایران قرار گرفت.